# Monumento a Castelar (Madrid)
El monumento a Castelar es un conjunto escultórico conmemorativo ubicado en Madrid. Obra de Mariano Benlliure, está dedicado a Emilio Castelar, presidente de la Primera República española. Se yergue en el centro de la glorieta homónima.

## Historia y descripción

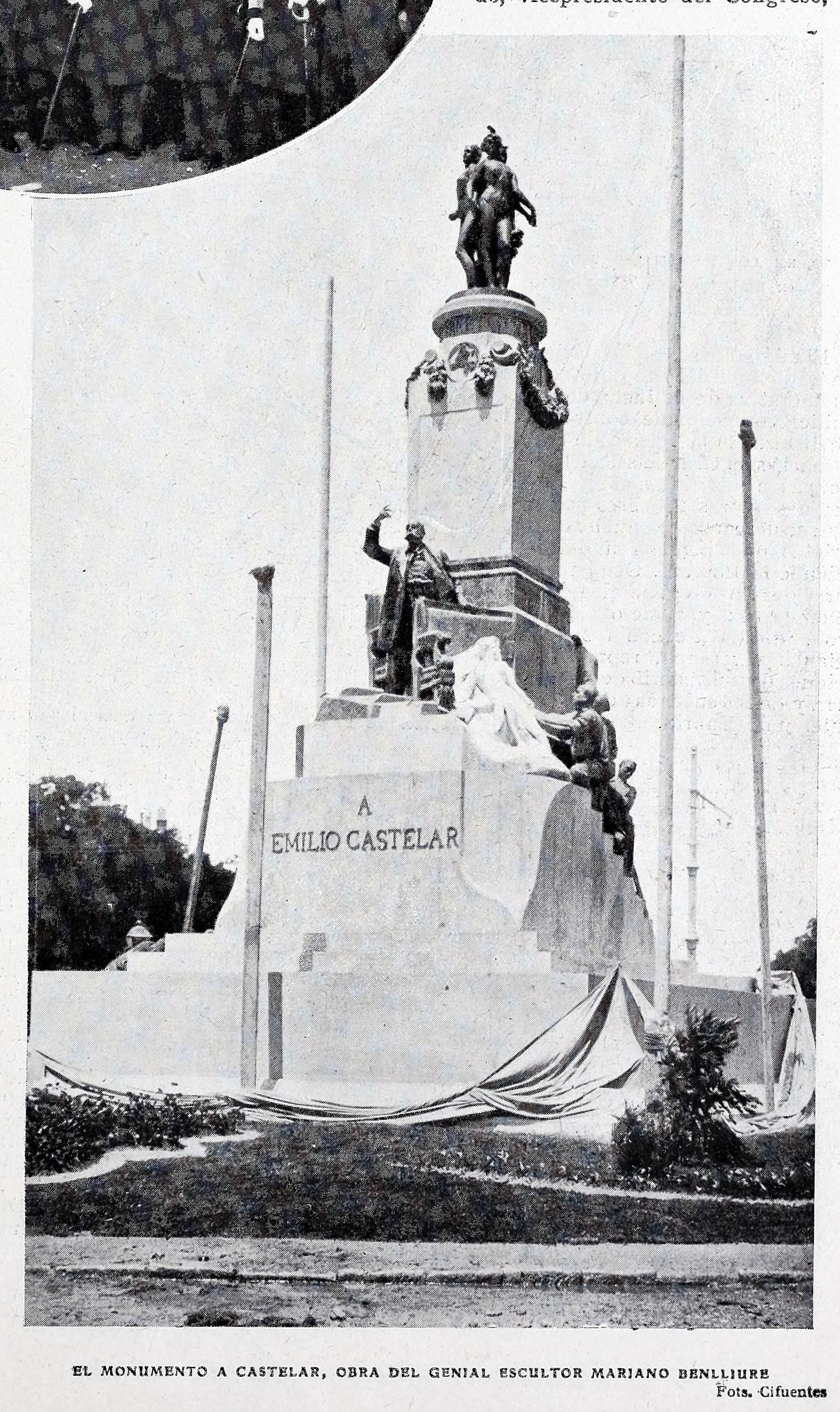
El monumento recién descubierto fotografiado por Cifuentes (Blanco y Negro, julio de 1908)

Iniciativa del Estado español, fue financiado mediante suscripción popular, recibiendo fondos de aproximadamente un millar de instituciones y también de suscriptores individuales de toda España así como de México, Argentina, Francia, Inglaterra e Italia. El proyecto ganador fue adjudicado a Mariano Benlliure en 1905 tras concurso público.
Elocuente orador, Castelar se distinguió en vida como defensor de la idea de nación española y en favor del abolicionismo de la esclavitud.
Siguiendo la descripción de Jacinto Octavio Picón en El Imparcial, el monumento podría ser descrito así:
Colocado sobre una base de granito rectangular, se sitúa un bloque de caliza, en el cual se sitúa una peana de mármol blanco que aguanta dos bancas parlamentarias hechas de bronce. La estatua de bronce de Castelar—en actitud de orador, cabeza alta, con el brazo derecho extendido—se sitúa en el medio entre las bancas.
A la izquierda de Castelar y un poco más abajo hay una figura de mármol de una mujer desnuda —una alegoría de la Verdad— que deja caer su cabeza ligeramente hacia atrás. Castelar y los dos asientos de bronce se sitúan en un dado de mármol rojizo oscuro grande con dos escalones. A la izquierda (a la derecha de Castelar), dos figuras esculpidas en mármol blanco, Cicerón y Demóstenes, que, atraídos por la figura de Castelar, hacen ademán de acercarse al tribuno. A la derecha (a la izquierda de Castelar), hay una escalera con tres figuras en bronce representando a un trabajador, a un soldado y a un estudiante.
La parte inferior del sector posterior del monumento incorpora un relieve de bronce celebrando la campaña de Castelar en favor de la abolición de la esclavitud en las antiguas colonias españolas. Está compuesto de ocho figuras de hombres y mujeres en una actitud de mostrar sus cadenas rotas, mientras que encima de estas un fragmento de un discurso por Castelar escrito en letras doradas reza: «levantáos, esclavos, porque tenéis patria».
El cuerpo intermedio de la parte posterior presenta un grupo escultórico compuesto de un cañón y un soldado de artillería.
En la parte superior del monumento se yergue un paralelepípedo de caliza —que alcanza una altura de 12 metros— decorado con una versión del escudo heráldico de España, además de con racimos y guirnaldas foliáceas; sobre estos, el monumento se remata con tres figuras alegóricas femeninas desnudas simbolizando los tres valores, «Libertad, Igualdad y Fraternidad», que apuntalarían el credo político de Castelar.

El monumento fue inaugurado el 6 de julio de 1908.

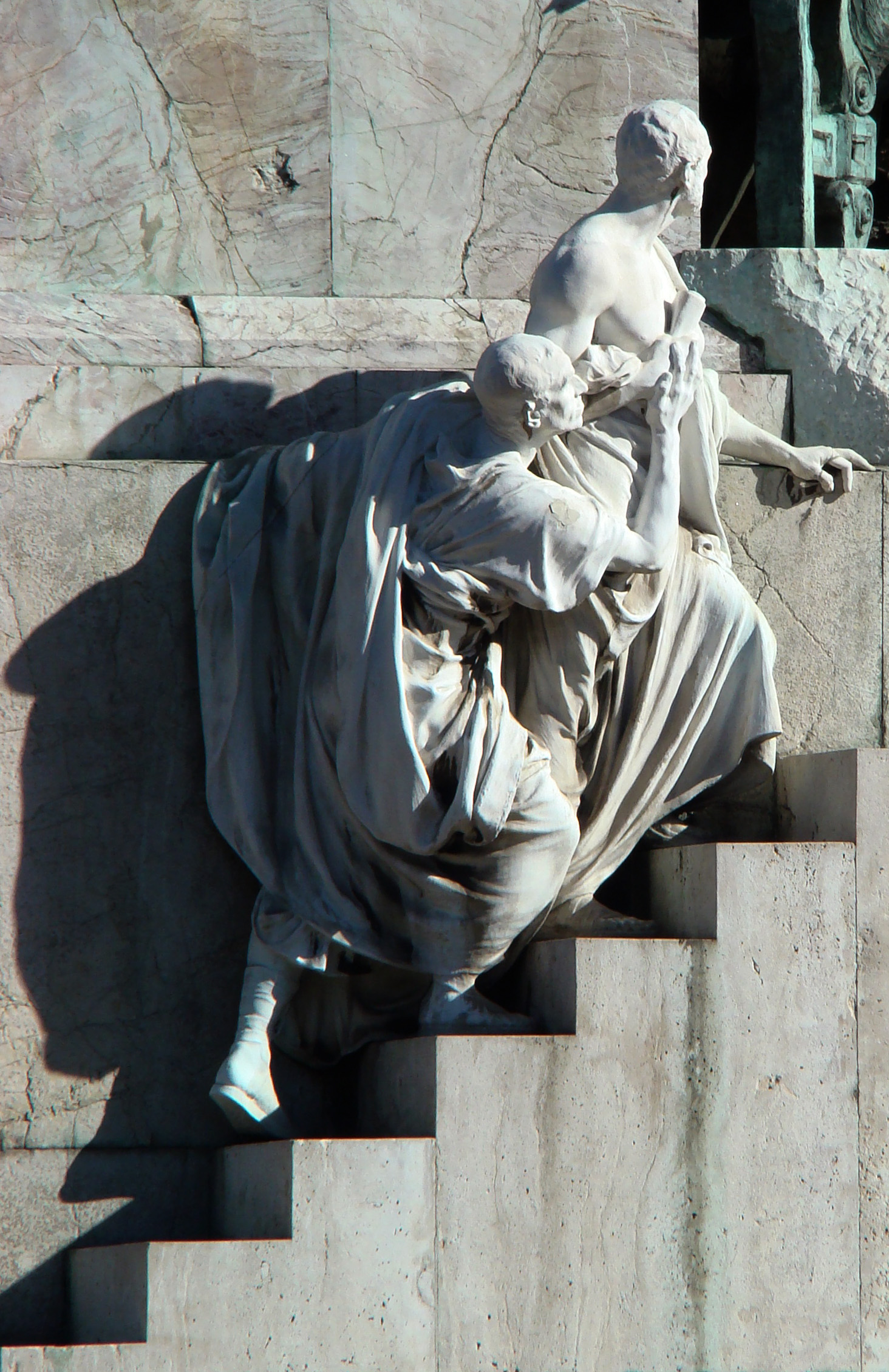
Cicerón y Demóstenes
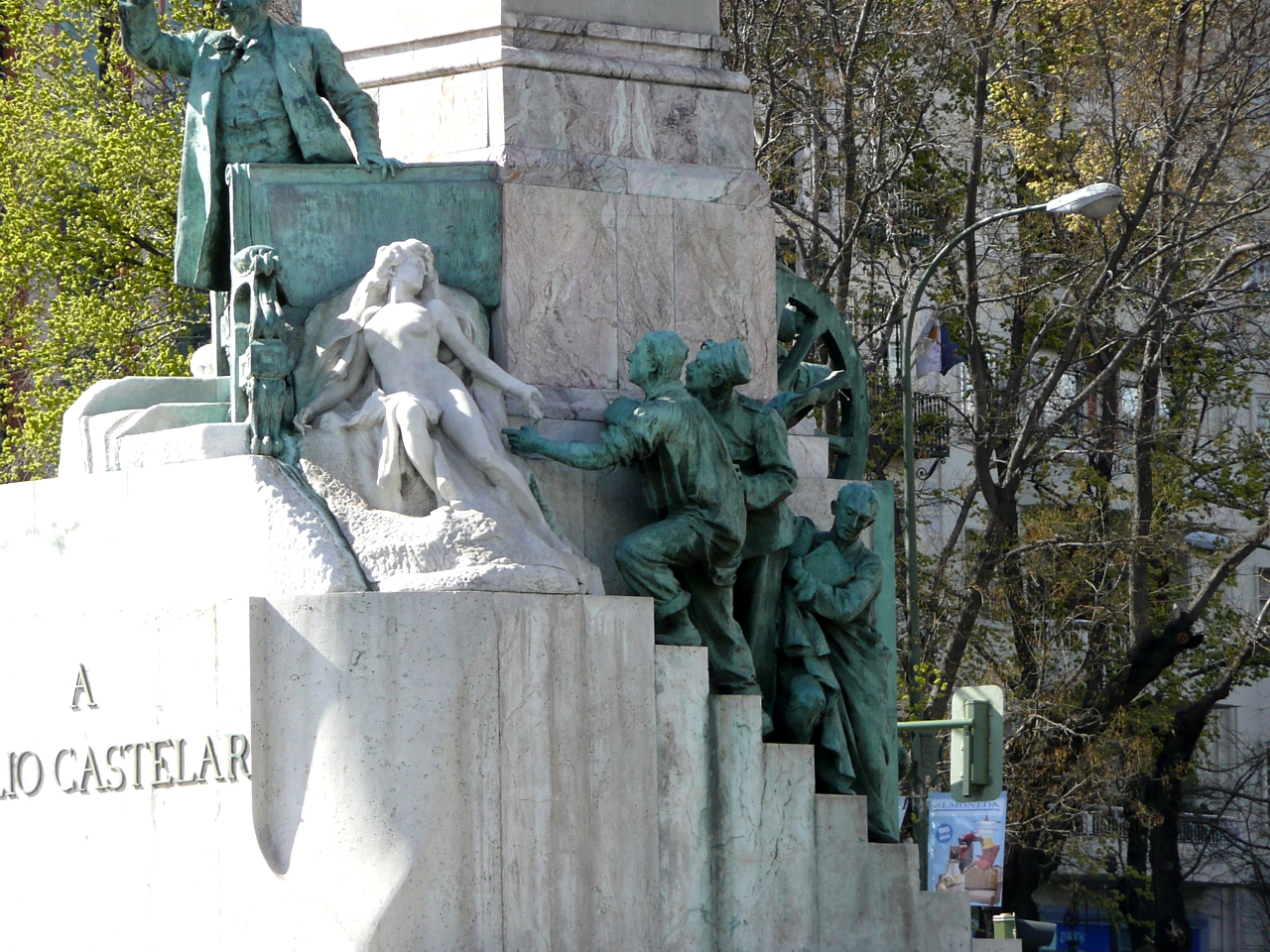
Estudiante, soldado y obrero
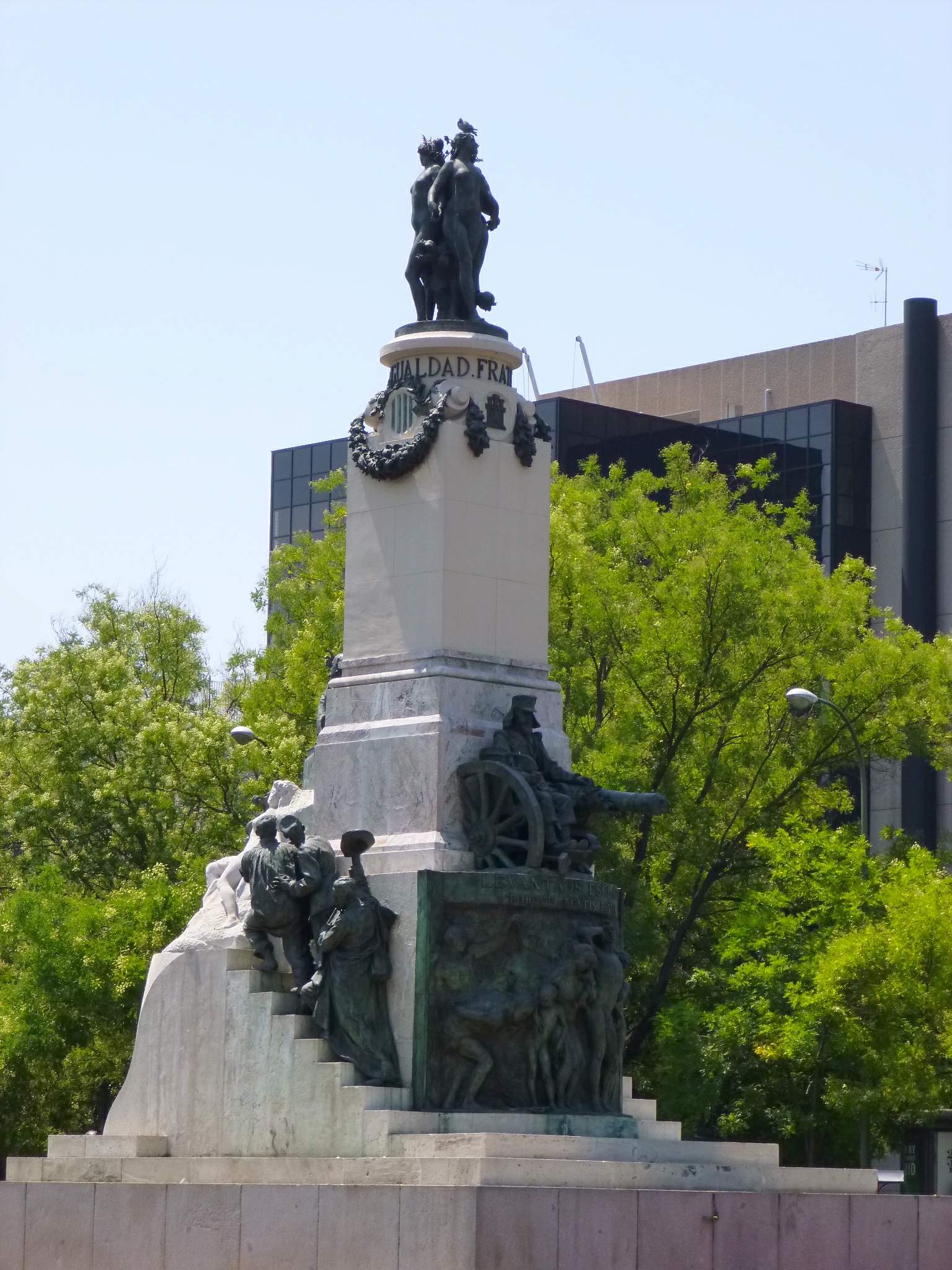
Vista de parte posterior
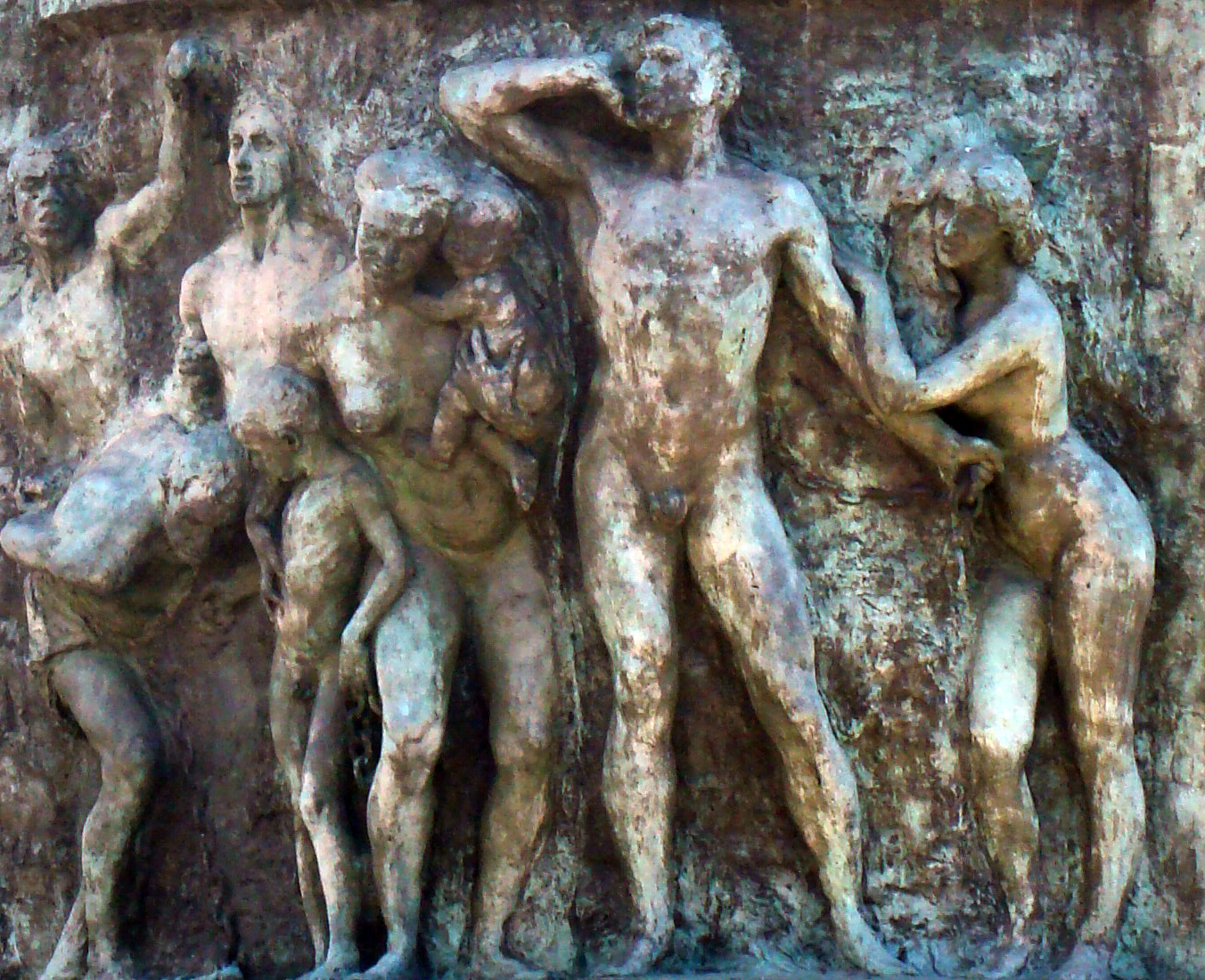
Relieve sobre la liberación de esclavos